# Perflunafen
Perflunafen (Perfluordecalin) ist eine chemische Verbindung aus der Gruppe der Perfluorcarbone.

## Eigenschaften
Perflunafen ist eine farblose, inerte Flüssigkeit und nicht mit Wasser mischbar. Es hat eine hohe Dichte und gilt als ungiftig. Allerdings ist die Verbindung in der Luft stabil und hat ein hohes Treibhauspotential.

## Verwendung
Perflunafen wird bei bestimmten Augenoperationen verwendet, etwa um verlagerte Linsen (Linsenluxation) aus dem Glaskörper zu entfernen, oder auch im Rahmen der sogenannten Pars-plana-Vitrektomie, um die Netzhaut zu entfalten und wieder zurückzulegen.
In Kosmetika kommt Perflunafen unter anderem zur Verbesserung der Kämmbarkeit zum Einsatz. In der Literatur ist die mögliche Eignung von Perflunafen als Blutersatz und als Kontrastmittel für Ultraschalluntersuchungen beschrieben, ferner für Hautzubereitungen zur Behandlung von Wunden und Verbrennungen sowie für die Flüssigkeitsbeatmung. Für in Glasmikrokugeln zu verkapselnde Impfstoffe könnte Perflunafen als inerte Trägerlösung in Frage kommen. Für organische und metallorganische Synthesen dient es als Reaktionsmedium. Des Weiteren wird es zur Gasmodifizierung von Schmiermitteln und zur Prüfung der Umweltqualität von Meeres- und Grundwasser eingesetzt.

## Isomerie
Von Perflunafen gibt es zwei Isomere, die cis- und die trans-Form. Das verwendete technische Produkt enthält beide Isomere in etwa gleicher Konzentration.

cis
trans

## Handelsnamen
- Reinstoff: Flutec PP6
- Medizinische Fertigpräparate für die Augenheilkunde: DK-Line (D), Vitreo Deca (D), RT Decalin (D)